# Grube Ichenberg
Die Grube Ichenberg war ein Steinkohlebergwerk am Ichenberg in Eschweiler im Aachener Revier. 1824 erwarb es Christine Englerth. 1825 wurde es geschlossen.
Ihr Standort befand sich an der heutigen Konkordiastraße in Pumpe-Stich in unmittelbarer Nähe zum später dort errichteten Cholerakreuz (rechts im Bild).